# Distretto di Changqing
Il distretto di Changqing (长清区S, Chángqīng QūP) è un distretto della Cina, situato nella provincia dello Shandong e amministrato dalla prefettura di Jinan.